# Claude François (album)
Pour les articles homonymes, voir Claude François (homonymie).
Albums de Claude François
Si j'avais un marteau
(octobre 1963) Maman chérie
(mars 1964)
Singles
1. Si j'avais un marteau (If I Had a Hammer)
2. Moi, je voudrais bien me marier (Bachelor boy)
3. Si tu veux être heureux (If you wanna be happy)
4. Je veux rester seul avec toi (I want to stay here)
5. Des bises de moi pour toi (From me to you)
6. Dis-lui (Tell him)
7. En rêvant à Noël (In summer)
8. Marche tout droit (Walk right in)
9. Pauvre petite fille riche
10. Ma petite amie est de retour (My boyfriend's back)
11. Comment fais-tu? (How do you do it)
12. Belles ! Belles ! Belles ! (Girls, Girls, Girls)

Claude François est une compilation de 12 titres extraits des trois premiers singles enregistrés par Claude François entre octobre 1962 et octobre 1963 en français au format 33 tours, sorti en novembre 1963 chez Philips Records.
Le terme "compilation" peut effectivement être employé pour qualifier cet album, vu que le track-listing du 33 tours ne comporte pas certaines chansons parues en 45 tours.
Pour les douze titres choisis entre 1962 et 1963, Jean Bouchety et Christian Chevallier accompagnèrent Claude François avec leurs orchestres lors des enregistrements.